# Milan Razým
Milan Razým (* 12. října 1961) je český hokejový trenér a bývalý ligový hokejista.

## Kariéra
Většinu své aktivní hráčské kariéry odehrál jako útočník ve své domovské Plzni. V mládežnických kategoriích byl i reprezentantem. Závěr kariéry strávil v nižších německých soutěžích. Po ukončení hráčské kariéry se začal věnovat trenérské práci.
Od sezóny 2012/2013 převzal funkci prvního trenéra po Marianu Jelínkovi v českém extraligovém hokejovém klubu HC Škoda Plzeň. Předtím tam čtyři roky působil jako asistent trenéra. Hned v první sezoně v pozici hlavního kouče se mu povedlo dovést Plzeň k prvnímu mistrovskému titulu v historii klubu. Od plzeňského týmu byl Razým odvolán v průběhu sezony 2014/2015.
V létě 2015 se stal asistentem trenéra Pavla Hynka v prvoligové Slavii. V průběhu soutěže povýšil na místo hlavního kouče a Hynek z klubu odešel. Razým v ekonomicky chřadnoucím klubu odváděl velmi kvalitní práci, díky níž po sezoně 2017/2018 dostal nabídku z extraligového Litvínova, kterou se rozhodl přijmout. V Litvínově po dobrém startu do sezony došlo ke zhoršení výsledků, které vyústily v Razýmovo odvolání v závěru základní části soutěže, kdy se mužstvo nacházelo mimo pozice zajišťující postup do playoff.
Od prosince 2019 vede pardubické Dynamo, kde nahradil odvolaného Radka Bělohlava a stal se tak už třetím hlavním koučem v sezoně na střídačce Dynama. Ani on s asistenty Michalem Mikeskou a Petrem Čáslavou nedokázali poslední tým zpočátku pozvednout. V lednu 2020 však v klubu došlo ke změnám ve vedení, do klubu nepřímo vstoupil podnikatel Petr Dědek, tým se posílil, postupně začal dohánět ztrátu na soupeře a nakonec se vyhnul hrozícímu sestupu. Razým se svými asistenty pokračoval u mužstva i nastávající sezoně 2020/2021, ale po špatném začátku do soutěže byl i svým štábem odvolán.
Od roku 2021 vede českou reprezentaci do 16 let jako hlavní trenér.

## Klubová statistika
| Sezóna        | Klub                 | Soutěž        |     | Základní část | Základní část | Základní část | Základní část | Základní část |    | Play off | Play off | Play off | Play off | Play off |
| Sezóna        | Klub                 | Soutěž        | Z   | G             | A             | B             | TM            | Z             | G  | A        | B        | TM       |          |          |
| 1979-80       | TJ Škoda Plzeň       | ČSHL          | 22  | 4             | 2             | 6             | 2             | —             | —  | —        | —        | —        |          |          |
| 1980-81       | TJ Plzeň             | ČSHL          | 33  | 14            | 8             | 22            | 8             | —             | —  | —        | —        | —        |          |          |
| 1981-82       | ASD Dukla Jihlava    | ČSHL          | 27  | 4             | 1             | 5             | —             | —             | —  | —        | —        | —        |          |          |
| 1982-83       | VTJ Vyškov           | 1.ČSHL        | —   | —             | —             | —             | —             | —             | —  | —        | —        | —        |          |          |
| 1983-84       | TJ Plzeň             | ČSHL          | 41  | 19            | 10            | 29            | 18            | —             | —  | —        | —        | —        |          |          |
| 1984-85       | TJ Plzeň             | ČSHL          | 43  | 19            | 14            | 33            | 18            | —             | —  | —        | —        | —        |          |          |
| 1985-86       | TJ Plzeň             | ČSHL          | 34  | 11            | 11            | 22            | —             | —             | —  | —        | —        | —        |          |          |
| 1986-87       | TJ CHZ ČSSP Litvínov | ČSHL          | 25  | 8             | 4             | 12            | 12            | —             | —  | —        | —        | —        |          |          |
| 1987-88       | TJ Plzeň             | ČSHL          | 33  | 19            | 11            | 30            | —             | —             | —  | —        | —        | —        |          |          |
| 1988-89       | TJ Plzeň             | ČSHL          | 32  | 13            | 12            | 25            | 24            | 10            | 10 | 3        | 13       | —        |          |          |
| 1989-90       | TJ Plzeň             | ČSHL          | 25  | 7             | 6             | 13            | —             | —             | —  | —        | —        | —        |          |          |
| 1990-91       | Solihull Barons      | BHL           | 1   | 1             | 3             | 4             | 0             | —             | —  | —        | —        | —        |          |          |
| 1990-91       | ERC Selb             | 3.Něm.        | —   | —             | —             | —             | —             | —             | —  | —        | —        | —        |          |          |
| 1991-92       | ERC Selb             | 3.Něm.        | —   | —             | —             | —             | —             | —             | —  | —        | —        | —        |          |          |
| 1992-93       | ERC Selb             | 2.Něm.        | 29  | 44            | 26            | 70            | 18            | —             | —  | —        | —        | —        |          |          |
| 1993-94       | ERC Selb             | 3.Něm.        | 44  | 67            | 63            | 130           | 34            | —             | —  | —        | —        | —        |          |          |
| 1994-95       | ERC Regen            | 3.Něm.        | —   | —             | —             | —             | —             | —             | —  | —        | —        | —        |          |          |
| 1995-96       | SV Gendorf           | 4.Něm.        | —   | —             | —             | —             | —             | —             | —  | —        | —        | —        |          |          |
| 1996-97       | SV Gendorf           | 4.Něm.        | —   | —             | —             | —             | —             | —             | —  | —        | —        | —        |          |          |
| Celkem v ČSHL | Celkem v ČSHL        | Celkem v ČSHL | 315 | 118           | 79            | 197           | 82            | 10            | 10 | 3        | 13       | —        |          |          |

## Reprezentace
| Rok                       | Tým                       | Soutěž                    | Z  | G | A | B | TM |
| ------------------------- | ------------------------- | ------------------------- | -- | - | - | - | -- |
| 1979                      | Československo 18         | MEJ                       | 5  | 4 | 0 | 4 | 0  |
| 1981                      | Československo 20         | MSJ                       | 5  | 0 | 0 | 0 | 0  |
| Juniorská kariéra celkově | Juniorská kariéra celkově | Juniorská kariéra celkově | 10 | 4 | 0 | 4 | 0  |